# 이난나 (배우)
이난나(본명 : 송태고, 1990년 ~ )는 대한민국의 배우이자 모델이다.

## 학력
- 숭실대학교 문예창작 학사

## 출연 작품

### 영화
- 《악몽》 (2020년) - 오디션배우 3 역
- 《식구》 (2018년) - 미모의여자 역
- 《우리들의 일기》 (2017년) - 소연 역
- 《지렁이》 (2017년) - 편의점알바 역
- 《어린이 정경》 (2016년) - 샤라포바 역
- 《매직배딩》 (2016년)
- 《어우동: 주인 없는 꽃》 (2015년) - 기녀 9 역

### 드라마
- 《칠전팔기 구해라》 (2015년, Mnet)